# Хантер, Трент
Трент Хантер (англ. Trent Hunter; 5 июля 1980, Ред-Дир, Альберта, Канада) — канадский хоккеист, правый крайний нападающий. Основную часть своей карьеры провёл в клубе Национальной хоккейной лиги (НХЛ) «Нью-Йорк Айлендерс».
На драфте НХЛ 1998 года выбран в 6 раунде под общим 150 номером командой «Анахайм Майти Дакс». 23 мая 2000 года обменян в «Нью-Йорк Айлендерс».

## Достижения
- Обладатель Брэд Хорнанг Трофи (2000)
- Участник матча молодых звёзд НХЛ (2004)

## Статистика

### Клубная карьера
Последнее обновление: 8 апреля 2012 года
```
                                            
                                          --- Regular Season ---  ---- Playoffs ----
Season   Team                      Lge    GP    G    A  Pts  PIM  GP   G   A Pts PIM
------------------------------------------------------------------------------------
1997-98  Prince George Cougars     WHL    60   13   14   27   34   8   1   0   1   4
1998-99  Prince George Cougars     WHL    50   18   20   38   34   7   2   5   7   2
1999-00  Prince George Cougars     WHL    67   46   49   95   47  13   7  15  22   6
2000-01  Springfield Falcons       AHL    57   18   17   35   14  --  --  --  --  --
2001-02  Bridgeport Sound Tigers   AHL    80   30   35   65   30  17   8  11  19   6
2001-02  New York Islanders        NHL    --   --   --   --   --   4   1   1   2   2
2002-03  New York Islanders        NHL     8    0    4    4    4  --  --  --  --  --
2002-03  Bridgeport Sound Tigers   AHL    70   30   41   71   39   9   7   4  11  10
2003-04  New York Islanders        NHL    77   25   26   51   16   5   0   0   0   4
2004-05  Nykoping Hockey         Swe-1    24    9    6   15   53
2005-06  New York Islanders        NHL    82   16   19   35   34  --  --  --  --  --
2006-07  New York Islanders        NHL    77   20   15   35   22   5   3   0   3   0
2007-08  New York Islanders        NHL    82   12   29   41   43  --  --  --  --  --
2008-09  New York Islanders        NHL    55   14   17   31   41  --  --  --  --  --
2009-10  New York Islanders        NHL    61   11   17   28   18  --  --  --  --  --
2010-11  New York Islanders        NHL    17    1    3    4   23  --  --  --  --  --
2011-12  Los Angeles Kings         NHL    38    2    5    7    8  --  --  --  --  --
2011-12  Manchester Monarchs       AHL    16    4    5    9    8  --  --  --  --  --
2012-13  Bentley Generals      Chinook HL --   --   --   --   --   3   0   1   1   0
------------------------------------------------------------------------------------
         NHL Totals                      497  101  135  236  209  14   4   1   5   6

```